# Cossaye
Cossaye ist eine französische Gemeinde mit 657 Einwohnern (Stand: 1. Januar 2022) im Département Nièvre in der Region Bourgogne-Franche-Comté. Sie gehört zum Arrondissement Nevers und zum Kantons Decize (bis 2015: Kanton Dornes).

## Geographie
Cossaye liegt etwa 25 Kilometer nordöstlich von Moulins. Umgeben wird Cossaye von den Nachbargemeinden Decize im Norden, Devay und Charrin im Nordosten, Lamenay-sur-Loire im Osten, Gannay-sur-Loire im Südosten, Lucenay-lès-Aix im Süden, Toury-Lurcy im Westen sowie Saint-Germain-Chassenay im Nordwesten.

## Weblinks

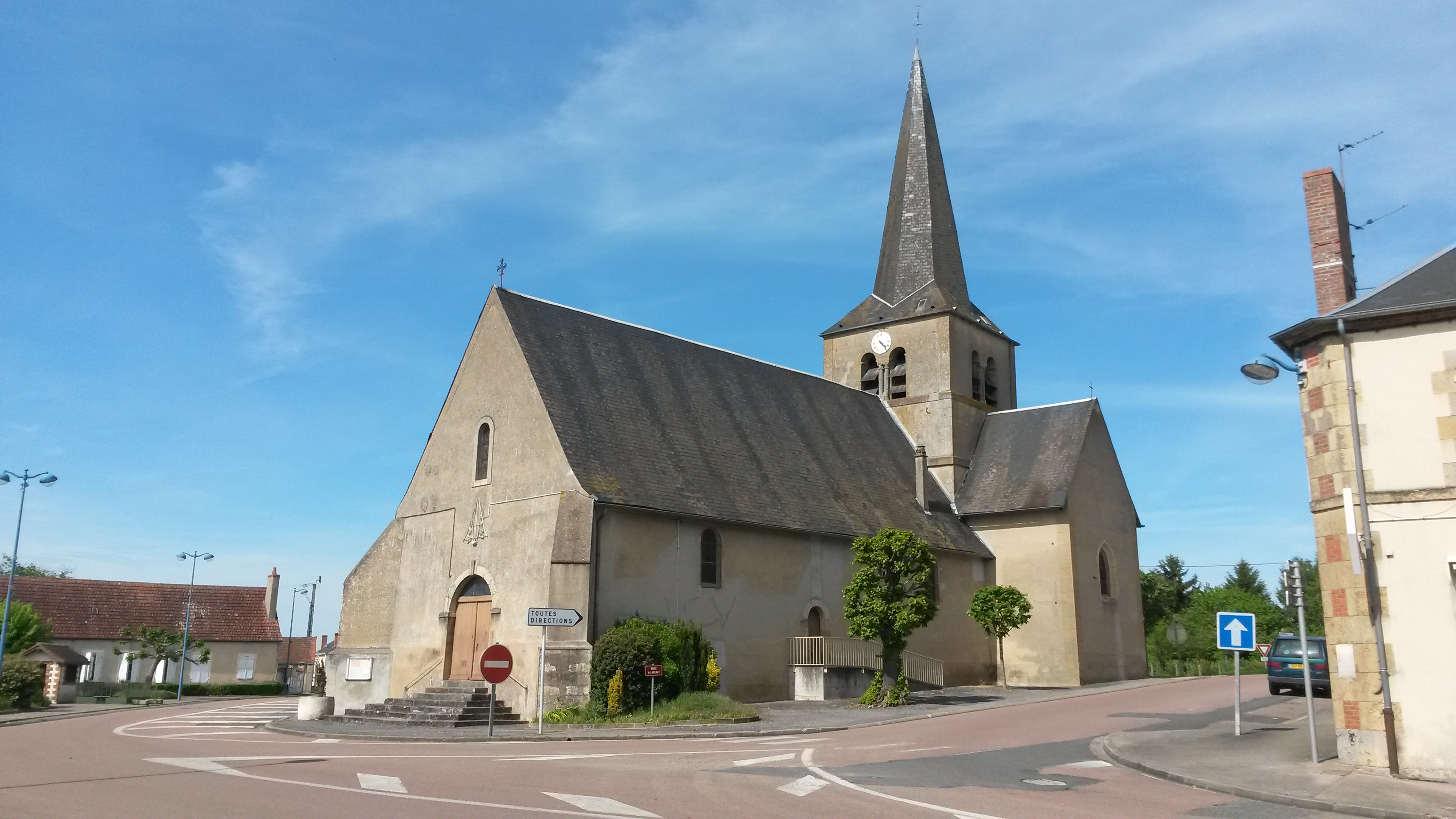
Kirche Saint-Martin

## Bevölkerungsentwicklung
| Jahr                       | 1962 | 1968 | 1975 | 1982 | 1990 | 1999 | 2006 | 2013 |
| Einwohner                  | 1111 | 1075 | 1006 | 1018 | 934  | 761  | 756  | 777  |
| Quellen: Cassini und INSEE |      |      |      |      |      |      |      |      |

## Sehenswürdigkeiten
- Kirche Saint-Martin